# Janville (Calvados)
 Janville  es una población y comuna francesa, situada en la región de Baja Normandía, departamento de Calvados, en el distrito de Caen y cantón de Troarn.

## Demografía
| 128 | 126 | 166 | 340 | 415 | 406 |
| Para los censos de 1962 a 1999 la población legal corresponde a la población sin duplicidades (Fuente: INSEE [Consultar]) |     |     |     |     |     |